# Малаев, Павел Яковлевич
Павел Яковлевич Малаев (1924—1993) — советский сержант, командир взвода пешей разведки 950-го стрелкового полка, 262-й стрелковой дивизии, 39-й армии, 3-го Белорусского фронта. Полный кавалер Ордена Славы.

## Биография
Родился 18 августа 1924 года в посёлке Снетхарь Брянской губернии в крестьянской семье. После получения начального образования работал в колхозе.
С 1943 года призван в ряды РККА и после окончания сержантской школы в 1944 направлен в действующую армию — стрелок, разведчик и командир взвода пешей разведки, 950-го стрелкового полка, 262-й стрелковой дивизии, 39-й армии, воевал на 3-м Белорусском фронте, был ранен.
24 июня 1944 года младший сержант П. Я. Малаев в районе деревни Павлюченки первым поднялся в атаку и бросился в траншею противника, увлекая за собой бойцов. В этом бою истребил шесть гитлеровцев. За это 30 августа 1944 года Указом Президиума Верховного Совета СССР П. Я. Малаев был награждён Орденом Славы 3-й степени.
В ночь на 6 октября 1944 года разведчик, младший сержант П. Я. Малаев в районе деревни Жигаришкис, возвращаясь из разведки, уничтожил расчёт вражеского пулемёта и доставил командованию ценные сведения о противнике. 14 октября 1944 года в районе деревни Словянка первым в своём подразделении переправился через реку Шишура и ворвался в траншею противника. В этом бою ликвидировал двух вражеских солдат. 8 декабря 1944 года Указом Президиума Верховного Совета СССР П. Я. Малаев был награждён Орденом Славы 2-й степени.
16 февраля 1945 года командир взвода пешей разведки, сержант П. Я. Малаев в районе населённого пункта Метгетен возглавил группу захвата, проделал проходы в проволочном заграждении, ворвался в траншею врага, где уничтожил до десяти вражеских солдат и двух пленил. 19 апреля 1945 года Указом Президиума Верховного Совета СССР П. Я. Малаев был награждён Орденом Славы 1-й степени.
В 1947 года старшина П. Я. Малаев был демобилизован из Советской армии. Жил и работал в Казахстане, Волгоградской и Тульской областях. Умер 27 мая 1993 года в городе Киреевске, Киреевского района, Тульской области.

## Награды
- Орден Славы I степени (1945)
- Орден Славы II степени (1944)
- Орден Славы III степени (1944)
- Орден Отечественной войны I степени (1985) и II степени (1945)
- Орден Красной Звезды (1945)